# Ernst von Leithner
Ernst svobodný pán von Leithner (7. června 1852 Levoča – 1. července 1914 Vídeň) byl rakousko-uherský generál. Svou vojenskou kariéru spojil celoživotně se službou u ženistů, před první světovou válkou patřil k uznávaným odborníkům v budování opevnění, uplatnil se také jako pedagog, diplomat a spisovatel. V c. k. armádě dosáhl hodnosti polního zbrojmistra (1911) a v závěru kariéry byl velitelem 3. armádního sboru ve Štýrském Hradci (1911–1914).

## Životopis

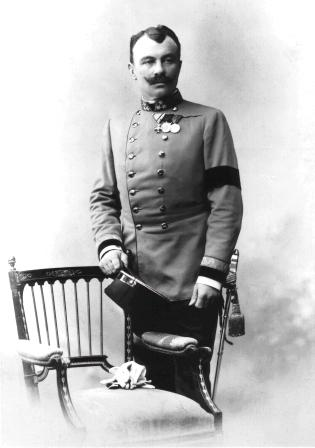
Plukovník Ernst von Leithner (1902)

Pocházel z úřednické rodiny, která v roce 1814 získala stav svobodných pánů. Narodil se v Levoči jako jediný syn státního úředníka a uherského ministerského rady Antonína Leithnera (1814–1905). První vojenskou průpravu získal na kadetní škole v Hainburgu, poté absolvoval Technickou vojensku akademii ve Vídni a v roce 1871 jako poručík nastoupil k 2. ženijnímu pluku. Později si doplnil vzdělání na Válečné škole ve Vídni (K.u.k. Kriegschule) a jako nadporučík byl zařazen do sboru důstojníků generálního štábu. V roce 1878 se zúčastnil okupace Bosny a Hercegoviny a následně byl přidělen na rakousko-uherské vyslanectví v Teheránu, kde působil jako vojenský instruktor (1879–1881). Z Persie mimo jiné absolvoval expedici do Kurdistánu.
Po návratu z Persie vedl stavební práce na opevnění v Mostaru, poté sloužil u posádek v Přemyšlu, Krakově a Innsbrucku. Mezitím postupoval v hodnostech (kapitán 1883, major 1891, podplukovník 1894). Působil také vojenský pedagog a k tématu opevňování napsal jednu učebnici (Die beständige Befestigung und der Festungskrieg, Vídeň, 1893), vykonal též studijní cesty do Německa a Rumunska. Aktivní byl také jako člen Technického vojenského výboru na ministerstvu války. V roce 1897 byl povýšen na plukovníka a stal se ředitelem opevnění v Krakově, v letech 1899–1902 působil znovu ve Vídni jako sekční šéf u Technického vojenského výboru. Od roku 1902 byl krátce velitelem pěšího pluku č. 61 v Temešváru.

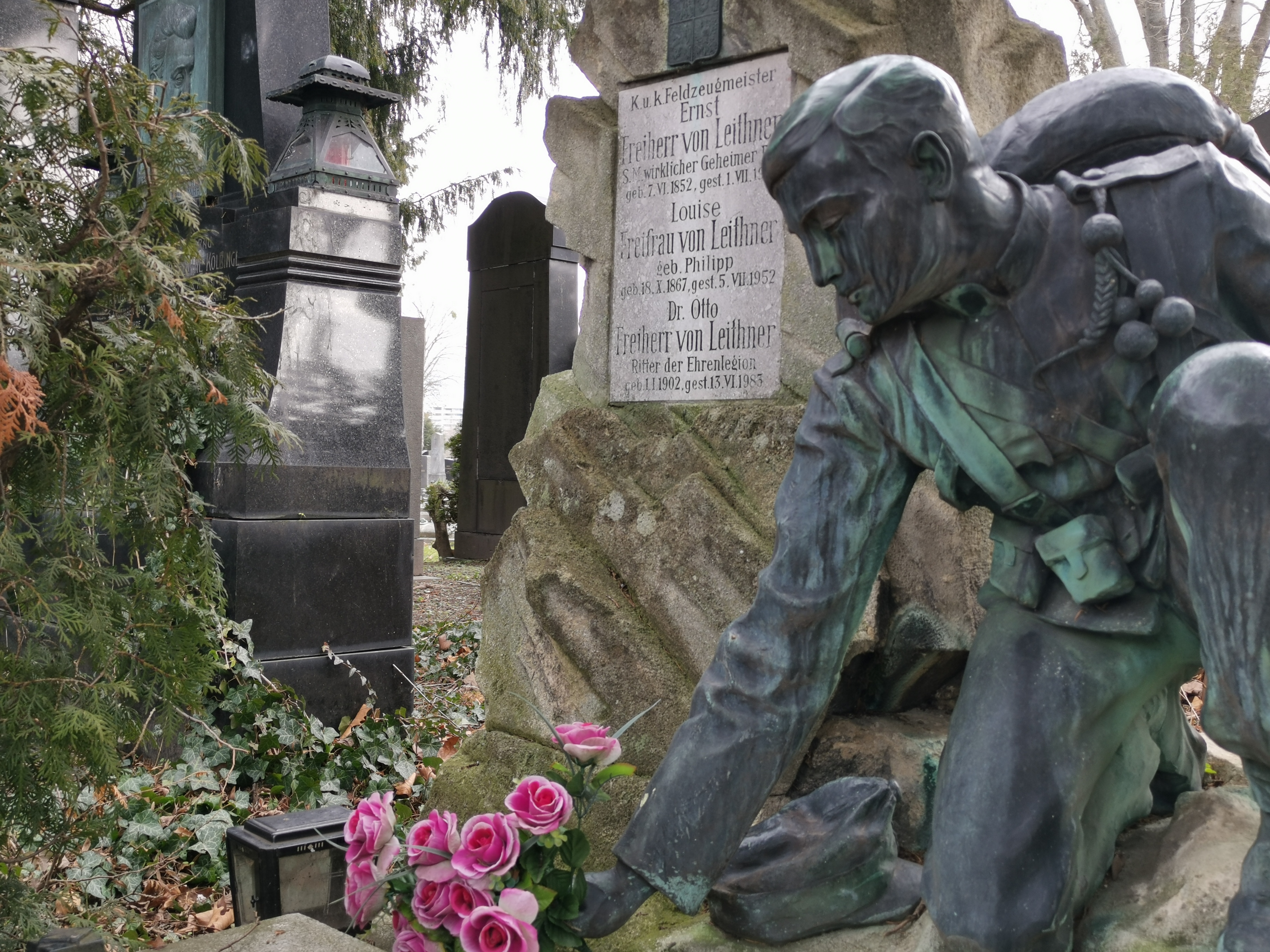
Hrob rodiny Ernsta von Leithnera na Centrálním hřbitově ve Vídni

V roce 1903 byl povýšen na generálmajora a převzal velení pěší brigády v Budapešti. V roce 1906 se jako pozorovatel zúčastnil manévrů švýcarské armády. V dubnu 1907 se stal velitelem pěší divize ve Lvově, k datu 1. listopadu téhož roku získal hodnost polního podmaršála a v prosinci byl jmenován generálním inspektorem ženijních vojsk. V letech 1910–1911 byl velitelem 5. pěší divize v Olomouci a nakonec v letech 1911–1914 velitelem 3. armádního sboru ve Štýrském Hradci, respektive zemským velitelem pro Štýrsko, Korutansko, Kraňsko a oblast Přímoří. K datu 1. listopadu 1911 dosáhl hodnosti polního zbrojmistra.V lednu 1914 byl jmenován jedním z generálních inspektorů armády, ale zemřel již o necelý půlrok později ještě před začátkem první světové války. Spolu s manželkou a synem je pohřben na Ústředním hřbitově ve Vídni (skupina 32B, číslo hrobu 45).
V roce 1900 se v Bad Ischlu oženil s Marií Louisou Philippovou, rozvedenou Kieferovou (1867–1952). Z jejich manželství se narodil syn Otto von Leithner (1902–1983), který se uplatnil jako podnikatel a působil také v diplomacii.

## Tituly a ocenění
Od narození užíval titul barona, který jeho předkové získali v roce 1814. Během vojenské kariéry obdržel řadu ocenění. Byl rytířem Leopoldova řádu, nositelem Řádu železné koruny III. třídy, držitelem Vojenského záslužného kříže a Vojenské záslužné medaile. Díky přesahu svých aktivit do zahraničí získal vyznamenání také v cizině, byl nositelem perského Řádu lva a slunce, bulharského Řádu sv. Alexandra II. třídy a důstojníkem italského Řádu sv. Mořice a Lazara. Jako velitel armádního sboru získal titul c. k. tajného rady s nárokem na oslovení Excelence (1911). Od roku 1913 byl čestným majitelem pěšího pluku č. 69 dislokovaného v Pécsi.